# Tabanus sumatrensis
Tabanus sumatrensis är en tvåvingeart som beskrevs av Macquart 1834. Tabanus sumatrensis ingår i släktet Tabanus och familjen bromsar. Inga underarter finns listade i Catalogue of Life.